# Cheiro de Terra
Lugar Seguro é o primeiro álbum lançado pelo cantor e compositor tocantinense Juraildes da Cruz. O álbum foi lançado em 1990, pela gravadora Outros Brasis.

## Faixas
| N.º | Título                          | Compositor(es)                                   | Duração |  |
| 1.  | "Dodói"                         | Juraildes da Cruz                                |         |  |
| 2.  | "Fogo de Saudade"               | Juraildes da Cruz                                |         |  |
| 3.  | "Cantiga"                       | Juraildes da Cruz                                |         |  |
| 4.  | "Princesinha"                   | Juraildes da Cruz, Braguinha Barroso             |         |  |
| 5.  | "O Brasileiro"                  | Juraildes da Cruz, José Batista Leite, Toinzinho |         |  |
| 6.  | "Memórias de Carreiro"          | Juraildes da Cruz                                |         |  |
| 7.  | "Moça Bonita"                   | Juraildes da Cruz                                |         |  |
| 8.  | "Florzinha"                     | Juraildes da Cruz, Braguinha Barroso             |         |  |
| 9.  | "Retalhos de uma Roda de Frevo" | Genésio Tocantins, Juraildes da Cruz             |         |  |
| 10. | "O Jaó e a Perdiz"              | Juraildes da Cruz                                |         |  |